# Lulua (Fluss)
Der Lulua ist ein rechter Nebenfluss des Kasai im Süden der Demokratischen Republik Kongo.

## Verlauf
Sein Quellgebiet liegt östlich von Dilolo nahe der Grenze zu Angola in der Provinz Lualaba. Von hier fließt er in Richtung Norden durch die Provinz Kasaï-Central (die früher nach dem Fluss Lulua hieß) in die Provinz Kasaï, in der er in den Kasai mündet.

## Geschichte
Der Fluss gilt als Grenze des Siedlungsgebietes der historischen Kuba-Föderation.
Der deutsche Afrikaforscher Hermann Wißmann gründete 1885 an den Ufern des Flusses die Station Luluaburg.
Im Mai 1961 wurden 24 ghanaische Soldaten eines UNO-Kontingents bei der Stadt Port Franqui tot aus dem Fluss geborgen.